# Шлезвиг-Гольштейн-Зондербург-Визенбург

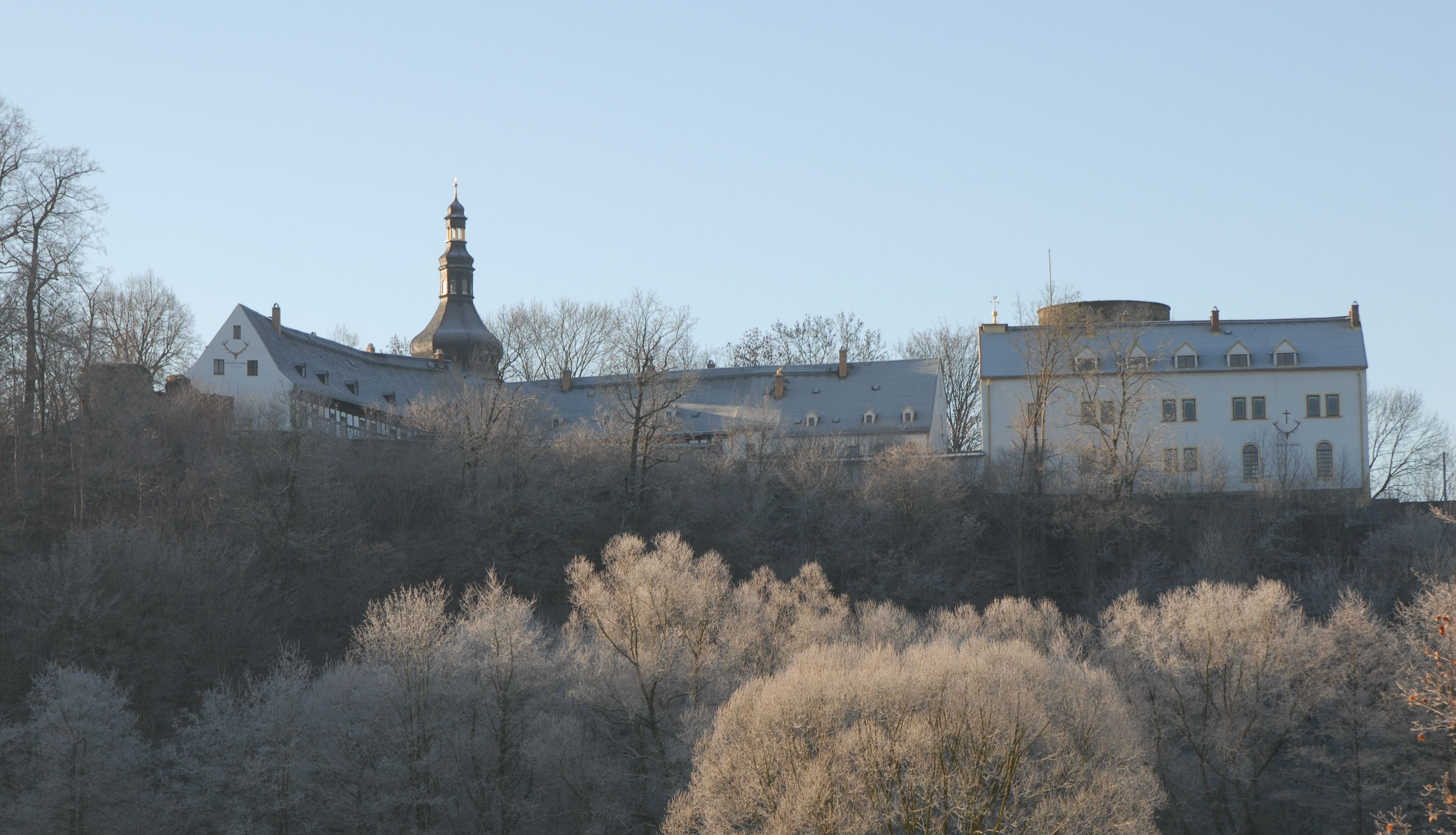
Замок Визенбург

Шлезвиг-Гольштейн-Зондербург-Визенбург (нем. Schleswig-Holstein-Sonderburg-Wiesenburg) — младшая ветвь рода Шлезвиг-Гольштейн-Зондербургов, который сам является младшей ветвью династии Ольденбургов. Несмотря на то, что члены этого рода владели титулом герцога и в Дании, и в Священной Римской империи, они владели земельной собственностью и получали доход от выделенных частей герцогства Шлезвиг-Гольштейн, но суверенитет над этими землями оставался во владении их pater familias, королём Дании.
Основателем этой линии был Филипп-Людвиг (1620—1689). Он купил амт Визенбург в Рудных горах Саксонии, включая замок, город и 18 деревень в 1664 году у курфюрста Саксонии Иоганна Георга II, но без каких-либо суверенных привилегий. Он сделал то, что поначалу казалось неудачным вложением в горнодобывающую промышленность в Шнеберге и Нойштедтеле. Но в 1670-х годах он получил большую прибыль и стал богатым горнопромышленником. В 1675 году Филип Луи продал замок Визенбург, который он отремонтировал, с прилегающими землями и суверенными правами за 100 000 талеров своему старшему сыну Фридриху (1651—1724), который служил имперским генерал-лейтенантом в Венгрии. В 1686 году Филипп-Людвиг купил Оберкотцау во Франконии у маркграфа Кристиана Эрнста Бранденбург-Байройтского.
Его сын Фридрих был женат на Каролине Легницко-Бжегской (1652—1707), пока она не развелась с ним в 1680 году. В 1723 году он передал Визенбург своему единственному сыну Леопольду (1674—1744), который продал его вскоре после смерти отца. Король Польши Август II купил замок в 1725 году за 126 400 талеров. Герцог Леопольд женился на принцессе Марии-Елизавете Лихтенштейн (1683—1744). Он жил в Вене, имел чин тайного советника и был кавалером ордена Золотого Руна. У него было пять дочерей и ни одного наследника мужского пола. Линия Шлезвиг-Гольштейн-Зондербург-Визенбург вымерла вместе с герцогом Леопольдом.

## Список герцогов
| Период    | Имя                                                            | Примечания                                                                  |
| --------- | -------------------------------------------------------------- | --------------------------------------------------------------------------- |
| 1664—1685 | Филипп Людвиг (1620—1689)                                      | Первый герцог, младший сын Александра Шлезвиг-Гольштейн-Зондербургского.    |
| 1685—1723 | Фридрих Шлезвиг-Гольштейн-Зондербург-Визенбургский (1651—1724) | Сын Филиппа-Людвига, генерал-майор венгерской службы, кавалер ордена Слона. |
| 1723—1725 | Леопольд (1674—1744)                                           | Сын Фридриха, имперский тайный советник в Вене                              |